# Прамађоре
Прамађоре (итал. Pramaggiore) је насеље у Италији у округу Венеција, региону Венето.
Према процени из 2011. у насељу је живело 3985 становника. Насеље се налази на надморској висини од 9 м.

## Становништво
Према резултатима пописа становништва 2011. у општини је живело 4.640 становника.
| 1931. | 1936. | 1951. | 1961. | 1971. | 1981. | 1991. | 2001. | 2011. |
| ----- | ----- | ----- | ----- | ----- | ----- | ----- | ----- | ----- |
| 4.284 | 3.977 | 4.007 | 3.045 | 2.787 | 3.298 | 3.467 | 3.985 | 4.640 |